# The Lettermen
The Lettermen was een Amerikaans zangtrio. Het handelsmerk van The Lettermen zijn close harmony popsongs met lichte arrangementen. De groep begon in 1959. Ze hebben twee Top 10-singles (beide nr. 7), 16 Top 10-singles in de Adult Contemporary-hitlijst (waaronder één nr. 1), 32 opeenvolgende Billboard 200-hitalbums, 11 gouden platen en vijf Grammy-nominaties, een Andy Award en een Cleo-award.

## Bezetting
- Bob Engemann[5] (Highland Park, 19 februari 1936)
- Gary Pike[6] (vervanger van Bob Engeman in 1968)
- Tony Butala[7] (Sharon, 20 november 1940)
- Jim Pike[8] (St. Louis, 6 november 1938)
- Darren Dowler[9]
- Donovan Tea[10]
- Ernie Pontiere[11]
- Mark Preston[12]

## Geschiedenis
Een Lettermen-groep werd eind jaren 1950 geformeerd door Mike Barnett, Dick Stewart en Tony Butala. Ze deden auditie voor Jackie Barnett (die hoofdcomedyschrijver was voor de Jimmy Durante tv-show) voor de revue Newcomers of 1928. Het was Barnett die de groep hun naam gaf. Nu als The Lettermen kregen ze de mogelijkheid om de zanggroep The Rhythm Boys te imiteren, die eind jaren 1920 met Paul Whiteman en zijn orkest reisde en Bing Crosby zijn aanvankelijke bekendheid bezorgde. De revue Newcomers of 1928 opende op 28 februari 1958 in de Desert Inn in Las Vegas (Nevada), en speelde ook met Paul Whiteman, Buster Keaton, Rudy Vallée, Harry Richman en Fifi D'Orsay. Ze speelden voor uitverkochte zalen en werden wekenlang opgehouden. Voortbordurend op een proefperiode van zes weken in het Deauville Hotel in Miami Beach in Florida, bleef het idee een succes, met Butala als de enige consistente Letterman. Barnett en Russell werden vervangen door Gary Clarke en Jerry Paul. Toen de repetitie eindigde, kreeg Butala een baan als zanger/bassist in de loungegroep Bill Norvis and the Upstarts bij Gary Clarke. Na een paar maanden verliet Clarke de groep en werd vervangen door Jim Pike (6 november 1936 – 9 juni 2019). Pike en Butala besloten de Upstarts te verlaten en een nieuwe groep te vormen, hoewel ze nog niet hadden besloten de naam Lettermen te gebruiken. Pike had een groep voor ogen waarin elk lid zowel een uitstekende solist als een geweldige groepszanger was. Pike en Butala voegden zich bij de derde Letterman Bob Engemann (19 februari 1935 – 20 januari 2013),  een zanger die Pike had ontmoet toen hij een paar jaar eerder naar de Brigham Young University ging. (Pike en Engemann waren naar Los Angeles, Californië gekomen, en hadden samen gezongen totdat Engemann voor 6 maanden bij de California National Guard moest. Daarom voegde Pike zich bij Bill Norvis en ontmoette daar Butala). De combinatie van Pike, Engemann en Butala werd voor het eerst opgenomen in 1960.
Ze kregen een platencontract bij Warner Bros. Records via Bob Engemanns oudere broer Karl Engemann, die daar platenproducent was en voor wie Pike eerder de niet-succesvolle plaat Lucy D had uitgebracht. Jaren later werd Karl Engemann jarenlang de persoonlijke manager van Marie Osmond. Pike, Butala en Engemann als The Lettermen brachten in 1960 twee singles uit voor Warner Bros. De A-kanten waren Two Hearts en Their Hearts Were Full of Spring. Ze waren niet succesvol. Na Warner Bros. stapte Karl Engemann over naar Capitol Records als president van A&R. Hij haalde ze uit hun contract bij Warner Bros. en maakte een afspraak met producent Nick Venet bij Capitol. De auditie was succesvol in het krijgen van een ander platencontract.
Er was een andere Lettermen-groep (een vijfkoppige r&b-groep) aan het eind van de jaren 1950 en het begin van de jaren 1960 die opnamen maakte voor Liberty Records (dat destijds een groot platenlabel was). Hun niet zo succesvolle single heette Hey Big Brain. Rond diezelfde tijd was er een derde groep, het Lettermen Trio, onder leiding van Sammy Vandenburg, die ook geen platensucces had. Maar de Lettermen van Pike, Engemann en Butala hadden de eerste hit, dus volgens de wet hadden ze het recht om de naam 'Lettermen' exclusief te gebruiken.
De Lettermen waren onbekend totdat ze in 1961 tekenden bij Capitol Records. Hun eerste single The Way You Look Tonight voor Capitol slaagde in de Billboard Hot 100 pop-hitlijst en klom naar nummer 13. Hun volgende When I Fall in Love bereikte eind 1962 de Top 10 en werd een nummer 1-hit 1 bij AC. Ze hadden verschillende andere Top 10 AC-hits, zoals Theme From A Summer Place in 1965. In het najaar van 1967 nam Bob Engemann ontslag en werd vervangen door Jim Pike's jongere broer Gary Pike. De hits gingen verder met de medley Goin' Out of My Head/Can't Take My Eyes Off You uit 1967 en in 1968 met Put Your Head on My Shoulder plus Hurt So Bad uit 1969, dat nummer 12 bereikte en 21 weken in de Hot 100 bleef, de tweede alleen voor de 22 weken voor Sugar, Sugar van The Archies binnen dat kalenderjaar. De laatste succesvolle single Love van John Lennon was in 1971, een solo van Jim Pike.
De Lettermen waren te zien in het tv-programma Dobie Gillis in de aflevering Vocal Boy Makes Good, die oorspronkelijk werd uitgezonden op 16 januari 1963. De Lettermen waren te zien in The Jack Benny Program in de aflevering The Lettermen, die oorspronkelijk werd uitgezonden op 31 maart 1964. In 1976 verliet Jim Pike de groep vanwege stemproblemen en verkocht hij de naam Lettermen aan Butala. Nadat Gary Pike de Lettermen verliet in 1981, zongen de gebroeders Pike samen met Ric de Azevedo de hits van The Lettermen, aangekondigd als Reunion.
In 1961 begonnen The Lettermen met het geven van live-concerten, met meer dan 200 shows per jaar, een ononderbroken reeks die tot op de dag van vandaag voortduurt. In de afgelopen decennia heeft de groep verschillende bezettingen gehad, waarbij leden die om verschillende redenen vertrokken werden vervangen door nieuwe mensen om een trio te onderhouden.
In 1969, naar aanleiding van de arrestatie van zanger Jim Morrison van The Doors in Miami wegens onfatsoenlijk gedrag, traden de Lettermen op tijdens een concert tegen onfatsoenlijkheid, samen met Anita Bryant, Kate Smith en Jackie Gleason. President Nixon steunde het concert. The Lettermen had in 1968 nummers van The Doors gecoverd.
In 2001 werd de band opgenomen in de Vocal Group Hall of Fame. In 2020 volgde een ster op de Hollywood Walk of Fame.
Op 9 en 10 december 2012 werd de Lettermen Society Convention gehouden in het Soaring Eagle Casino & Resort in Mount Pleasant (Michigan). De leden aten en ontbeten met de huidige groep van Tony Butala, Donovan Tea en Bobby Poynton. Ze woonden de soundcheck en Lettermen Holiday Show bij met bezoekers uit het publiek in de casinoshowroom. Deze viering was de 31e jaarlijkse conventie.
De 32e jaarlijkse Lettermen-conventie was een vierdaags evenement in het South Point Hotel, Casino & Spa in Las Vegas tussen 10 oktober en 13 oktober 2013. Honderden Lettermen Society-leden en fans waren uitgenodigd om aanwezig te zijn.

## Overlijden
Bob Engemann overleed op 20 januari 2013 in Provo (Utah) op 77-jarige leeftijd aan complicaties van zijn hartbypassoperatie op 13 december 2012. Jim Pike overleed op 9 juni 2019 op 82-jarige leeftijd in zijn huis in Prescott (Arizona) aan complicaties van de ziekte van Parkinson.

## Discografie

### Singles
- 1961: The Way You Look Tonight
- 1961: When I Fall In Love
- 1962: Come Back Silly Girl
- 1965: Theme from 'A Summer Place'
- 1966: Chanson d'Amour
- 1968: Goin' Out Of My Head / Can't Take My Eyes Off You
- 1969: Hurt So Bad

### Albums
- 1971: Traces / Memories
- 1973: "Alive" Again ... Naturally